# Crimele din Lebach
Crimele din Lebach  (Soldatenmord von Lebach) sub această denumire este cunoscută în presa germană uciderea a cinci soldați germani în Lebach.
În noaptea de 20 ianuari 1969, pe la ora  02.50, doi indivizi înarmați au pătruns în depozitul militar german de muniții care aparținea detașamentului 261 de parașutiști. Aceștia au reușit prin surprindere să ucidă  cinci soldați și să rănească grav alți doi soldați care erau de gardă. Infractorii au reușit să sustragă din depozit o cantitate însemnată de armament și material explosiv. 
Acest incident a declanșat o criză politică, Werner Marx, un deputat al partidului CDU, fiind bănuit   de a fi implicat în acest atac. Investigațiile procurorului general Siegfried Buback, care coordona cercetările au dus la descoperirea a trei bărbați homosexuali din  Landau in der Pfalz care au încercat, prin șantaj, să facă rost de o sumă mare de bani pentru a părăsi definitiv Germania, și a trăi în concubinaj. Printr-o informație importantă furnizată la data de 25 aprilie 1969 de madam Buchela, făptașii au fost prinși de poliție.
La data de 29 iunie 1970 a început procesul de judecare a criminalilor. Interesul public a fost imens, procesul fiind considerat în prezent ca un proces spectacol, deoarece se făcea legătura între fapta acuzaților și homosexualitate. Mulțimea spectatorilor de la proces a scandat cererea ca făptașii să fie condamnați la moarte. La data de  7 august 1970 a fost dată sentința, condamnare de două ori, la închisoare pe viață. 
Postul de televiziune ZDF a produs un film documentar cu această temă care până în prezent este interzis de a fi transmis.